# Stillahavsmakrill
Stillahavsmakrill (Scomber australasicus) är en fiskart som beskrevs av Cuvier 1832. Stillahavsmakrill ingår i släktet Scomber och familjen makrillfiskar. IUCN kategoriserar arten globalt som livskraftig. Inga underarter finns listade i Catalogue of Life.

## Beskrivning
Arten kan som mest bli 44 cm lång och 1,4 kg tung, även om den vanligtvis brukar stanna på 30 cm. Den har 10 till 13 taggstrålar och 12 mjukstrålar i de två åtskilda ryggfenorna, medan analfenan bara har mjukstrålar, 12 stycken. Ovansidan är blåaktig till grönaktig, med ett smalt band med mörka, diagonala zickzacklinjer och nätmönster längs de övre sidorna, övergående till fläckar längs mittlinjen. De nedre sidorna och buken är silveraktigt gula med oregelbundna våglinjer och ibland med mörkare fläckar. Nätmönstret över sidorna blir otydligare ju äldre fisken blir.

## Utbredning
Arten förekommer i västra Stilla havet från Japan och Kina till Australien, Nya Zeeland och västerut till Hawaii, i Röda havet samt i östra Stilla havet kring Revillagigedoöarna nära Mexiko. Populationen är stabil, och IUCN klassificerar den som livskraftig (”LC”), men den är inte särskilt vanlig i tropiska vatten.

## Ekologi
Stillahavsmakrillen är en stimfisk som bildar stora stim på djup mellan 90 och 300 m, ibland tillsammans med taggmakriller som släktet Trachurus och sillsläktet Sardinops. Arten är främst filtrerare som lever av zooplankton som hoppkräftor och andra mindre kräftdjur, men större individer kan även ta mindre fiskar och bläckfiskar.
Könsmognad och livslängd varierar med geografisk belägenhet. I Japan blir arten könsmogen vid ett års ålder, och lever till omkring 6 år, medan den i Australien blir könsmogen vid 2 års ålder, och har en livslängd omkring 8 år. I Nya Zeeland, där arten i regel är större, inträffar könsmognaden vid en kroppslängd på 28 cm vilket motsvarar ungefär 3 år, och den kan bli så gammal som 24 år.

## Ekonomisk betydelse
Arten är föremål för ett omfattande fiske från Japan, Australien och Nya Zeeland, vanligtvis med snörpvad. Arten saluförs färsk, frusen, rökt, saltad, torkad och som konserv. Den används även som betesfisk av sportfiskare.